# Arthur Vaughan-Whitehead
Pour les articles homonymes, voir Vaughan et Whitehead.
 (juin 2019).
Si vous disposez d'ouvrages ou d'articles de référence ou si vous connaissez des sites web de qualité traitant du thème abordé ici, merci de compléter l'article en donnant les références utiles à sa vérifiabilité et en les liant à la section « Notes et références ».
Arthur Vaughan-Whitehead, né le 15 décembre 1995 à Paris, est un acteur français.

## Filmographie

### Cinéma
- 2008 : L'Empreinte : Thomas

### Télévision
- 2005 : Les Sœurs Robin : Pierrot
- 2005 : Celle qui reste : Vincent
- 2006 : Un transat pour huit : Nini
- 2006 : Monsieur Léon : Yvon Chapuis
- 2007 : Moi, Louis enfant de la mine - Courrières 1906 : Charles
- 2007 : À droite toute : Marcel
- 2009 : La Reine et le Cardinal : Louis XIV (de 10 à 13 ans)
- 2011 : Pauvre petite fille riche (série Julie Lescaut, saison 11) : Lucas Lemoine